# Rhagio latipennis
Rhagio latipennis är en tvåvingeart som först beskrevs av Friedrich Hermann Loew 1856.  Rhagio latipennis ingår i släktet Rhagio och familjen snäppflugor. Arten har ej påträffats i Sverige. Inga underarter finns listade i Catalogue of Life.